# James B. Davis

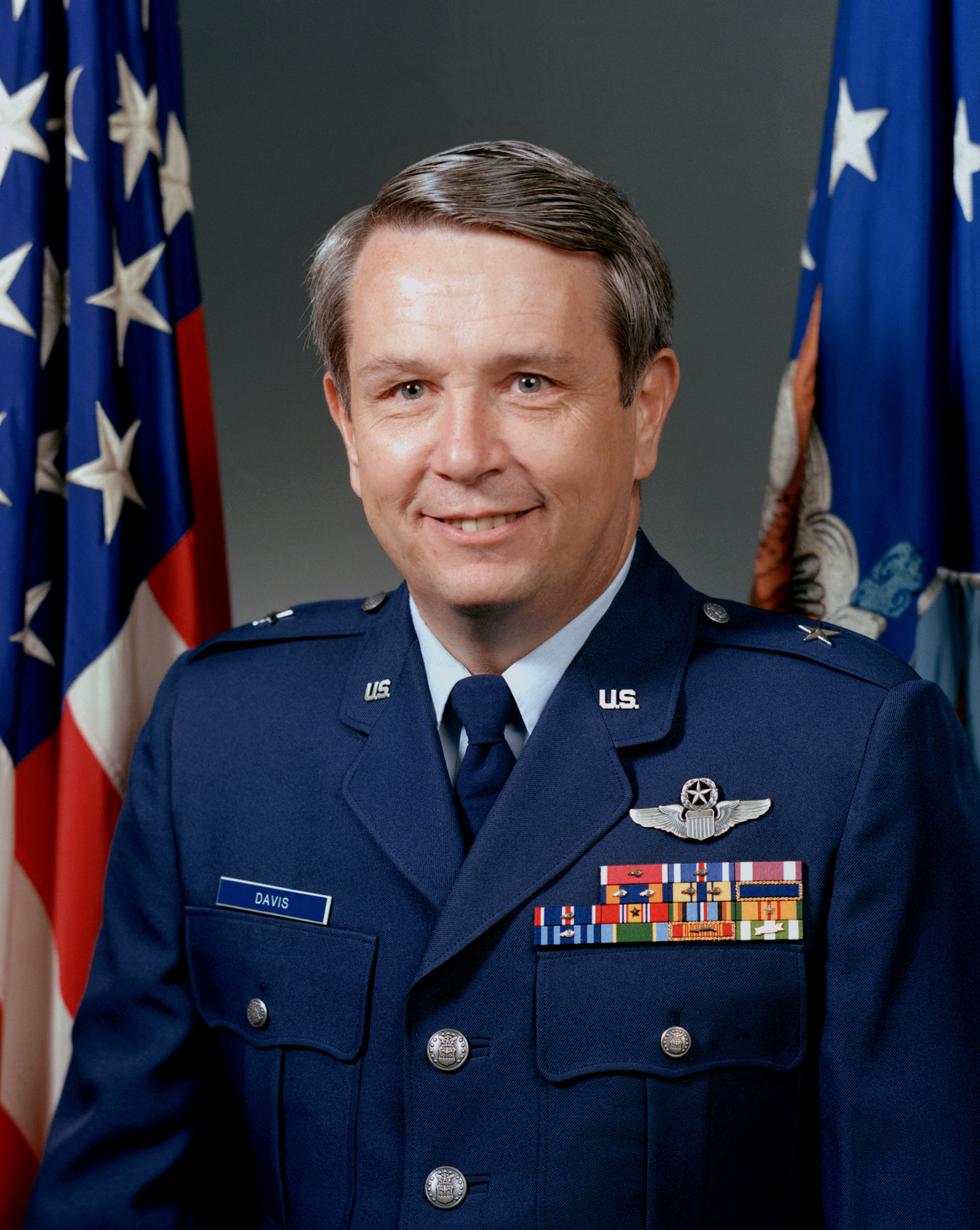
James B. Davis als Brigadegeneral (1982)

James Burr Davis (* 14. November 1935 in Wayne, Wayne County, Nebraska) ist ein pensionierter General der United States Air Force. Er war unter anderem Kommandeur der United States Forces Japan und der 5. Luftflotte.
James Davis ist ein Sohn von Burr Russell Davis und dessen Frau Mary Ellen Vallery. Er besuchte die öffentlichen Schulen seiner Heimat einschließlich des Wayne State Teachers Colleges. Im Jahr 1958 absolvierte er die United States Naval Academy in Annapolis in Maryland. Nach seiner Graduation entschied er sich für eine Laufbahn in der Air Force, bei der er als Leutnant in das Offizierskorps aufgenommen wurde. In der Folge durchlief er alle Offiziersgrade vom Leutnant bis zum Vier-Sterne-General.
Im Lauf seiner militärischen Karriere absolvierte er verschiedene Kurse und Schulungen. Dazu gehörten unter anderem eine Ausbildung zum Kampfpiloten und weitere Fortbildungskurse als Pilot neuer Flugzeugtypen; das Armed Forces Staff College in Norfolk, Virginia und das Air War College. Außerdem erhielt er einen akademischen Grad von der Auburn University.
In seinen frühen Jahren als Offizier der Luftwaffe war er an verschiedenen Stützpunkten in den Vereinigten Staaten stationiert. Dabei war er als Pilot, Flugausbilder oder Stabsoffizier bei unterschiedlichen Einheiten tätig. Dazwischen absolvierte er die erwähnten Schulungen. Als Stabsoffizier war er unter anderem im Hauptquartier der Air Force tätig.
Zwischen Januar und September 1968 war er als Kampfpilot im Vietnamkrieg eingesetzt. Dabei gehörte er zu der in Thailand stationierten 13. Taktischen Flugschwadron (13th Tactical Fighter Squadron) und flog über 100 Kampfeinsätze über feindliches Gebiet. Im Oktober 1968 wurde er nach Deutschland versetzt, wo er dem Stab des Hauptquartiers der United States Air Forces in Europe angehörte. Diese war damals noch in Wiesbaden ansässig. Drei Monate später wurde er nach Belgien zum Stab des NATO-Hauptquartiers versetzt.
Daran schloss sich sein Studium am Armed Forces Staff College an, das er im Juni 1971 beendete. Anschließend wurde er zur Randolph Air Force Base in Texas beordert, wo er dem Stab der Personalverwaltung der Luftwaffe angehörte (Air Force Military Personnel Center). Es folgte sein bis zum Jahr 1976 andauerndes Studium am Air War College. Danach wurde er auf die Hill Air Force Base in Utah zum 388. Taktischen Geschwader (388th Tactical Fighter Wing) versetzt. Dort stieg er bis zum stellvertretenden Kommandeur auf.
Zwischen Mai 1979 und Juni 1980 kommandierte James Davis das 474. Taktische Geschwader (474th Tactical Fighter Wing), das auf der Nellis Air Force Base in Nevada stationiert war. Als Nächstes wurde er zum Stab des Tactical Air Commands versetzt, der sein Hauptquartier auf der Langley Air Force Base in Virginia hat. Davis leitete die Stabsabteilung für Personalangelegenheiten dieses Commands. Im September 1982 wurde er zur Personalabteilung des Hauptquartiers der Luftwaffe versetzt. Im September 1984 wurde er Leiter des Air Force Military Personnel Centers, das für Personalangelegenheiten der Air Force verantwortlich war. Es folgte eine Versetzung zur Hickham Air Force Base in Hawaii. Zwischen August 1986 und August 1987 war er dort Leiter der Stabsabteilungen für Operationen und Nachrichtendienste (deputy chief of staff for operations and intelligence) im Hauptquartier der Pacific Air Forces. Danach war er bis zum Januar 1988 stellvertretender Kommandeur der Pacific Air Forces.
Daran schloss sich eine Versetzung zur Yokota Air Base in Japan an. Am 22. Januar 1988 wurde er dort als Nachfolger von Edward L. Tixier neuer Kommandeur der United States Forces Japan und der 5. Luftflotte. Diese beiden Kommandos hatte er bis zum 18. Juli 1991 inne als Brigadegeneral James M. Johnston III seine kommissarische Nachfolge antrat. Davis kehrte dann zum NATO-Hauptquartier in Belgien zurück, wo er ab Juli 1991 bis zu seiner Pensionierung im Jahr 1993 das Amt des Stabschefs ausübte.
Während seiner aktiven Zeit als Militärpilot absolvierte er über 4500 Flugstunden auf verschiedenen Flugzeugtypen.

## Orden und Auszeichnungen
James Davis erhielt im Lauf seiner militärischen Laufbahn unter anderem folgende Auszeichnungen:
- Defense Distinguished Service Medal
- Air Force Distinguished Service Medal
- Legion of Merit
- Distinguished Flying Cross
- Meritorious Service Medal
- Air Medal
- Air Force Commendation Medal
- Presidential Unit Citation
- Air Force Outstanding Unit Award
- National Defense Service Medal
- Armed Forces Expeditionary Medal
- Vietnam Service Medal
- Gallantry Cross (Südvietnam)
- Vietnam Campaign Medal (Südvietnam)